# Giovan Battista Pellegrini
Giovan Battista Pellegrini (Cencenighe Agordino, 23 febbraio 1921 – Padova, 3 febbraio 2007) è stato un linguista, glottologo e filologo italiano.

## Biografia
Giovan Battista Pellegrini, pur non frequentando praticamente l'Università a causa della guerra, si laurea a Padova con Carlo Tagliavini con una tesi su «I nomi locali del Medio ed Alto Cordevole». Nel 1946 inizia la sua carriera accademica all'Università di Pisa in qualità di assistente di Filologia romanza, posto che occuperà per dieci anni fino al 1956, anno durante il quale vince il concorso di Storia della Lingua italiana, si trasferisce a Palermo, ove resterà fino al 1958, insegnandovi pure Glottologia e Filologia germanica. Insegnerà, in seguito, Storia della lingua italiana e Filologia romanza a Trieste, ed infine, Glottologia a Padova, dispensando, nel contempo, altri corsi, quali: Storia comparata delle lingue classiche, Linguistica ladina, Lingua e letteratura albanese.
Fonda con Oronzo Parlangeli il Centro per la Dialettologia italiana del CNR del quale fu direttore tra il 1988 ed il 1992. Collabora con numerose riviste e varie collane di studi. Dal 1977 faceva parte della redazione dell'Archivio per l'Alto Adige, rivista fondata da Ettore Tolomei. È stato membro dell'Accademia della Crusca oltre che di altre prestigiose Istituzioni e Accademie italiane e straniere nonché professore invitato all'Università di Innsbruck ed all'UCLA di Los Angeles.
Importantissimi i suoi studi e contributi pluridecennali sulle lingue dell'Italia prelatina, dal venetico al veneto, sul ladino dolomitico, in particolare sulla rilevante identità ladina (e non veneta) del cadorino, sul friulano. Notevoli pure gli studi sugli arabismi nelle lingue neolatine con particolare riguardo all'italiano.
Nel 1989 ottiene il dottorato honoris causa presso l'Università di Budapest (ELTE), il rango d'onore dell'Accademia delle Scienze d'Ungheria (1995) il Premio nazionale del Presidente della Repubblica per le Scienze morali, storiche e filologiche (1990). Oltre ottocento le sue pubblicazioni e numerose le sue conferenze universitarie internazionali.

## Opere principali

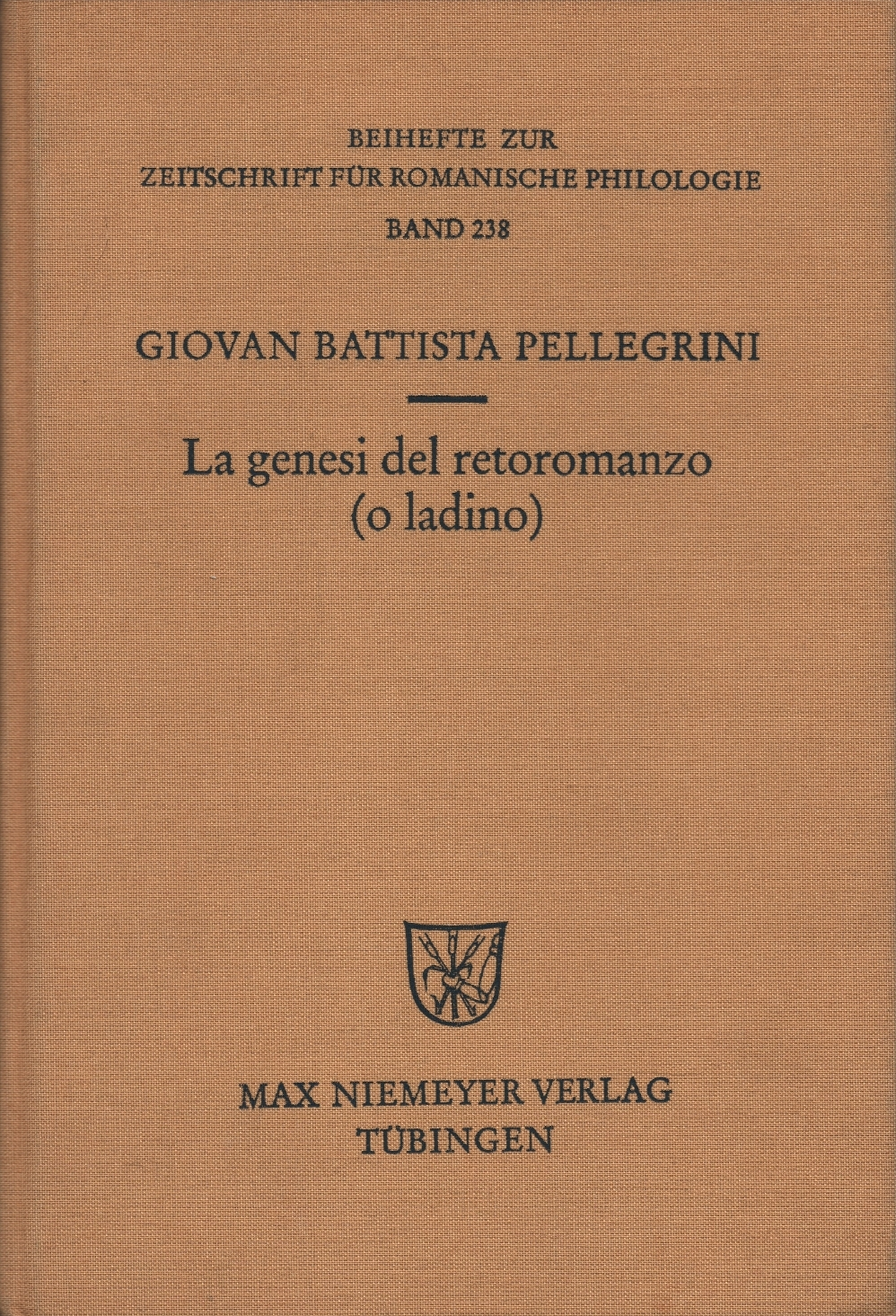
Copertina del libro La genesi del retoromanzo (o ladino).

- I nomi locali del medio e alto Cordevole: prima puntata, Firenze, ed. Rinascimento del libro, 1948.
- Contributo allo studio della romanizzazione della provincia di Belluno, Padova, Cedam, Casa Ed. Dott. A. Milani, 1949 (Tip. Del Seminario).
- Grammatica storica spagnola, Bari, Leonardo da Vinci, 1950.
- Appunti di grammatica storica del francese antico, Anno accademico 1952-53 (Università degli studi di Pisa), Pisa, Ed. Libreria Goliardica, 1953.
- Appunti di grammatica storica del provenzale, Pisa, Libreria Goliardica, 1954.
- La canzone di auliver, Pisa, Ed. Libreria Goliardica, 1957.
- Corso di storia comparata delle lingue classiche, le iscrizioni venetiche, anno acc. 1954-55, Pisa, Libreria goliardica, 1960.
- Contributo allo studio dell'elemento arabo nei dialetti siciliani, Trieste, Tip. Smolars, 1962.
- Terminologia geografica araba in Sicilia, Trieste, Istituto di filologia romanza dell'Università, 1962
- La lingua venetica (con A. L. Prosdocimi), Padova, Istituto di glottologia dell'Universita di Padova - Firenze, Circolo linguistico fiorentino, 1967.
- Studi linguistici friulani, diretti da G. B. Pellegrini Udine, Società filologica friulana, 1969- .
- Carteggio Ascoli - Fr. Pellegrini, in Studi di filologia romanza offerti a Silvio Pellegrini, Padova, Liviana, 1971.
- Saggi sul ladino dolomitico e sul friulano, Bari, Adriatica, 1972.
- Gli arabismi nelle lingue neolatine: con speciale riguardo all'Italia, Brescia, Paidea, 1972.
- Atlante storico-linguistico-etnografico friulano, diretto da G.B. Pellegrini, Padova-Udine, 1972-1986, voll. 6.
- Introduzione all'Atlante storico-linguistico-etnografico friulano (ASLEF), Vol. I, 1972.
- Saggi di linguistica italiana: storia, struttura, società, Torino, Boringhieri, 1975.
- Studi di dialettologia e filologia veneta, Pisa, Pacini, 1977.
- Carta dei dialetti d'Italia [carta geogr. a colori], Firenze, Litografia Artistica Cartografica, [1977].
- I dialetti ladino-cadorini, Miscellanea di studi alla memoria di Carlo Battisti, Firenze, Istituto di studi per l'Alto Adige, 1979.
- Carta dei dialetti d'Italia, Pisa, Pacini, 1980.
- Flora popolare friulana, contributo all'analisi etimologica e areale del lessico regionale del Friuli-Venezia Giulia (con Alberto Zamboni), Udine, Casamassima, 1982.
- Sui fitonimi friulani e alpini. In Renato Martinoni, Vittorio Raschèr (ed. ), Problemi linguistici nel mondo alpino. Ticino - Grigioni - Italia. Atti del Convegno di studi in onore di Konrad Huber (Robiei, 4-5 luglio 1981) (= Romanica Neapolitana. Vol. 12). Liguori, Napoli 1983.[4]
- Minoranze e culture regionali, Padova, CLESP, 1986.
- Ricerche di toponomastica veneta, Padova, CLESP, 1987.
- Terminologia agricola friulana, con Carla Marcato, Udine, Società filologica friulana, 1988.
- Alcuni problemi storico-linguistici del cimbro (con G. Mastrelli Anzilotti), Rovereto, Accademia roveretana degli Agiati, 1988.
- Ricerche sugli arabismi italiani con particolare riguardo alla Sicilia, Palermo, Centro di studi filologici e linguistici siciliani, 1989.
- Toponomastica italiana, 10.000 nomi di città, paesi, frazioni, regioni, contrade, fiumi, monti, spiegati nella loro origine e storia, Milano, Hoepli, 1990.
- Dizionario di Toponomastica. Storia e significato dei nomi geografici italiani, Torino, Utet 1990 (1997²) [in collaborazione con C. Marcato, G. Petracco Sicardi, G. Gasca Queirazza e A. Rossebastiano; a GBP si devono le voci relative ai top. altoatesini e siciliani]
- Il Museo Archeologico cadorino e il Cadore preromano e romano, Magnifica Comunità di Cadore - Regione del Veneto, 1991.
- La genesi del retoromanzo (o ladino), Tubingen, Niemeyer, 1991.
- Studi di etimologia, onomasiologia e di lingue in contatto, Alessandria, Edizioni dell'Orso, 1992.
- Studi storico-linguistici bellunesi e alpini, Archivio storico di Belluno, Feltre e Cadore, Fondazione Giovanni Angelini, 1992.
- Ricerche linguistiche balcanico-danubiane, Roma, La fenice, 1992.
- Saggi dialettologici in area italo-romanza, nuova raccolta, a cura di Giovan Battista Pellegrini, Roma, Consiglio nazionale delle ricerche, stampa 1995.
- Avviamento alla linguistica albanese, Palermo, Luxograph 1995.
- Comparazioni lessicali "retoromanze". Complemento ai "Saggi ladini" di G. I. Ascoli, Venezia, Istituto Veneto di scienze Lettere ed Arti, 1999.